# Darryn Textiles FC
El Darryn Textiles FC fue un equipo de fútbol de Zimbabue que jugó en la Liga Premier de Zimbabue, la primera división de fútbol del país.

## Historia
Fue fundado en el año 1985 en la capital Harare como equipo representante de la empresa textil del mismo nombre e iniciaron en la tercera división. En 1988 el club mientras jugaba en la segunda categoría necesitaba ganar por varios goles parac onseguir el ascenso a la Liga Premier de Zimbabue, y lo lograron al vencer 15-1 al Suri Suri FC, equipo representante de la Fuerza Aérea Nacional, cuyo equipo estaba compuesto por soldados activos.
En 1989 el club se fusiona con el Tornadoes FC para dar origen al Darryn Tornadoes, fusión que sería disuelta al finalizar la temporada. Al año siguiente juega en la Recopa Africana 1990 en la que es eliminado en la primera ronda por el Red Arrows FC de Zambia.
En la temporada de 1994 el club es expulsado de la liga y desaparece al año siguiente.

## Palmarés
- Primera División de Zimbabue: 1

1988

## Participación en competiciones de la CAF
| Temporada | Torneo          | Ronda | Club          | Casa | Visita | Global |
| --------- | --------------- | ----- | ------------- | ---- | ------ | ------ |
| 1990      | Recopa Africana | 1     | Red Arrows FC | 1-4  | 0-1    | 1-5    |

## Jugadores

### Jugadores destacados
- Norman Mapeza[4][5]